# Русас
Русас (порт. Russas)  —  муниципалитет в Бразилии, входит в штат Сеара. Составная часть мезорегиона Жагуариби. Входит в экономико-статистический  микрорегион Байшу-Жагуариби. Население составляет 65 268 человек на 2006 год. Занимает площадь 1 588,105 км². Плотность населения — 41,1 чел./км².

## История
Город основан в 1859 году.

## Статистика
- Валовой внутренний продукт на 2004 составляет 238.774.000,00 реалов (данные: Бразильский институт географии и статистики).
- Валовой внутренний продукт на душу населения на 2004 составляет 3.800,00 реалов (данные: Бразильский институт географии и статистики).
- Индекс развития человеческого потенциала на 2000 составляет 0,698 (данные: Программа развития ООН).

## География
Климат местности: полупустыня.